# Ансимов, Николай Петрович
Никола́й Петро́вич Анси́мов (1922—1945) — советский военнослужащий. Участник Великой Отечественной войны. Герой Советского Союза (1945, посмертно). Младший сержант.

## Биография
Николай Петрович Ансимов родился 6 декабря 1922 года в селе Мучкап Борисоглебского уезда Тамбовской губернии РСФСР (ныне посёлок Мучкапский Тамбовской области) в крестьянской семье Петра Фроловича и Татьяны Филипповны Ансимовых. Русский. Окончил 8 классов сельской школы. До призыва на военную службу работал в колхозе плотником.
В ряды Рабоче-крестьянской Красной Армии Н. П. Ансимов был призван Мучкапским районным военкоматом Тамбовской области в конце октября 1941 года. Военную подготовку прошёл в Гороховецких лагерях на базе 30-й Ивановской учебной бригады. В боях с немецко-фашистскими захватчиками красноармеец Н. П. Ансимов с 18 августа 1942 года на Западном фронте в должности стрелка 4-й стрелковой роты 455-го стрелкового полка 42-й стрелковой дивизии 49-й армии. Боевое крещение принял в позиционных боях на стыке Смоленской и Калужской областей. Летом-осенью 1943 года 42-я стрелковая дивизия в составе 33-й армии принимала участие в Спас-Деменской и Смоленско-Рославльской операциях. Николай Петрович в составе своего подразделения освобождал город Спас-Деменск, за самоотверженное исполнение обязанностей связного между штабом полка и стрелковыми ротами был награждён медалью «За боевые заслуги». 13 ноября 1943 года в боях под Оршей красноармеец Ансимов был ранен и эвакуирован в госпиталь.
После излечения Н. П. Ансимов в звании младшего сержанта направлен на Западный фронт (с 24 апреля 1944 года — 3-й Белорусский фронт) в 277-ю стрелковую дивизию 5-й армии, где был назначен на должность радиотелеграфиста 4-й батареи 846-го артиллерийского полка. Младший сержант Н. П. Ансимов принимал участие в Витебско-Оршанской и Вильнюсской операциях стратегической операции «Багратион». Особо отличился в Каунасской операции.
20 августа 1944 года у деревни Баранды Шакяйского района Литовской ССР батальоны 852-го стрелкового полка 277-й стрелковой дивизии, которые артиллерийским огнём поддерживала 4-я батарея 846-го артиллерийского полка, были контратакованы немецкими войсками численностью до полка пехоты при поддержке 25 тяжёлых танков. На участке обороны одного из орудий батареи немцы бросили до 10 танков «Пантера», но артиллеристы, уничтожив головной танк, заставили остальные отступить. Тогда на позиции орудия враг бросил стократно превосходящие силы пехоты. В неравном бою, когда в артиллерийском расчете в живых осталось только два бойца, радист Н. П. Ансимов подносил снаряды, направлял огонь орудия. Противник почти окружил орудие, но артиллеристы не отступили ни на шаг. В критический момент боя, когда закончились снаряды, младший сержант Ансимов по рации вызвал огонь полковой артиллерии на себя. Немцы отступили, оставив на поле боя в общей сложности до 150 человек убитыми.
За проявленные в бою отвагу и геройство младший сержант Н. П. Ансимов был представлен к званию Героя Советского Союза. Однако 13 января 1945 года в самом начале Инстербургско-Кенигсбергской операции он погиб в бою у населённого пункта Шаарен (ныне не существует) к югу от немецкого города Пиллькаллен. Звание Героя Советского Союза было присвоено Н. П. Ансимову указом Президиума Верховного Совета СССР от 24 марта 1945 года. Похоронен Н. П. Ансимов в братской могиле в посёлке Добровольск Краснознаменского района Калининградской области.

## Награды
- Медаль «Золотая Звезда» Героя Советского Союза (24.03.1945)[3];
- орден Ленина (24.03.1945);
- медаль «За боевые заслуги» (24.09.1943)[4].

## Память
- Имя Героя Советского Союза Н. П. Ансимова увековечено на мемориальном комплексе в посёлке Добровольск, одна из улиц посёлка носит имя Николая Петровича Ансимова.
- В посёлке Мучкапский Тамбовской области именем Н. П. Ансимова названа улица, на здании Мучкапской средней школы, где он учился с 1932 по 1940 год, установлена мемориальная доска.

## Документы
- Общедоступный электронный банк документов «Подвиг Народа в Великой Отечественной войне 1941—1945 гг.» Архивировано 13 марта 2012 года.

Представление к званию Героя Советского Союза и указ ПВС СССР о присвоении звания. Архивировано 12 мая 2013 года.
Медаль «За боевые заслуги» (приказ о награждении). Архивировано 12 мая 2013 года.
- Обобщённый банк данных «Мемориал». Архивировано 10 мая 2012 года.

ЦАМО, ф. 58, оп. 18003, д. 187 (недоступная ссылка — история).
Информация из списка захоронения 39-112 (недоступная ссылка — история).
Учётная карточка захоронения 39-112 (недоступная ссылка — история).
Схема захоронения 39-112 (недоступная ссылка — история).